# Taeler Hendrix
Taeler Conrad-Mellen (née le 7 juin 1989 à New Bedford) plus connue sous le nom de Taeler Hendrix est une catcheuse travaillant à la Ring of Honor. Elle est connue pour avoir également travaillé à la Total Nonstop Action Wrestling.
Elle a remporté au cours de sa carrière trois fois le titre OVW Women's Championship. Elle a également remporté le TNA Gut Check Challenge.

## Carrière

### Circuit Indépendant (2008-2012)
Taeler Hendrix fait ses débuts à la New England Championship Wrestling le 26 avril 2008. Puis elle part dans de nombreuses fédérations de catch indépendantes telles que la World Women's Wrestling, où le 1er novembre elle remporte un match contre la World Women's Wrestling Champion Ariel par disqualification et ne remporte donc pas le titre. Après l'avoir battue à nouveau le 13 décembre dans un match où le titre n'était pas en jeu, Taeler Hendrix obtient un match de championnat contre Ariel le 21 février 2009, mais elle perd le match. Le 11 juillet, elle est associée avec Alexxis Nevaeh et Amber et remporte le combat contre l'équipe de Mistress Belmont, Ariel et Sammi Lane dans un six woman tag team match. Son dernier match à la World Women's Wrestling fut contre Amber le 23 janvier 2010, match qu'elle remporta.
Sa plus grosse victoire fut ensuite contre Awesome Kong le 25 juin à Showcase Championship Wrestling. Elle rejoint ensuite le 29 avril 2011 la Chaotic Wrestling en perdant face à Lexxus. Le 12 août, elle obtient une opportunité pour le titre, mais elle perd face à Alexxis Nevaeh. Hendrix fait ses débuts à SHINE Wrestling le 28 août 2012 et perd face à Heidi Lovelace et Sojournor Bolt dans un triple threat match, gagné par cette dernière.

### Ohio Wrestling Valley (2010-2013)

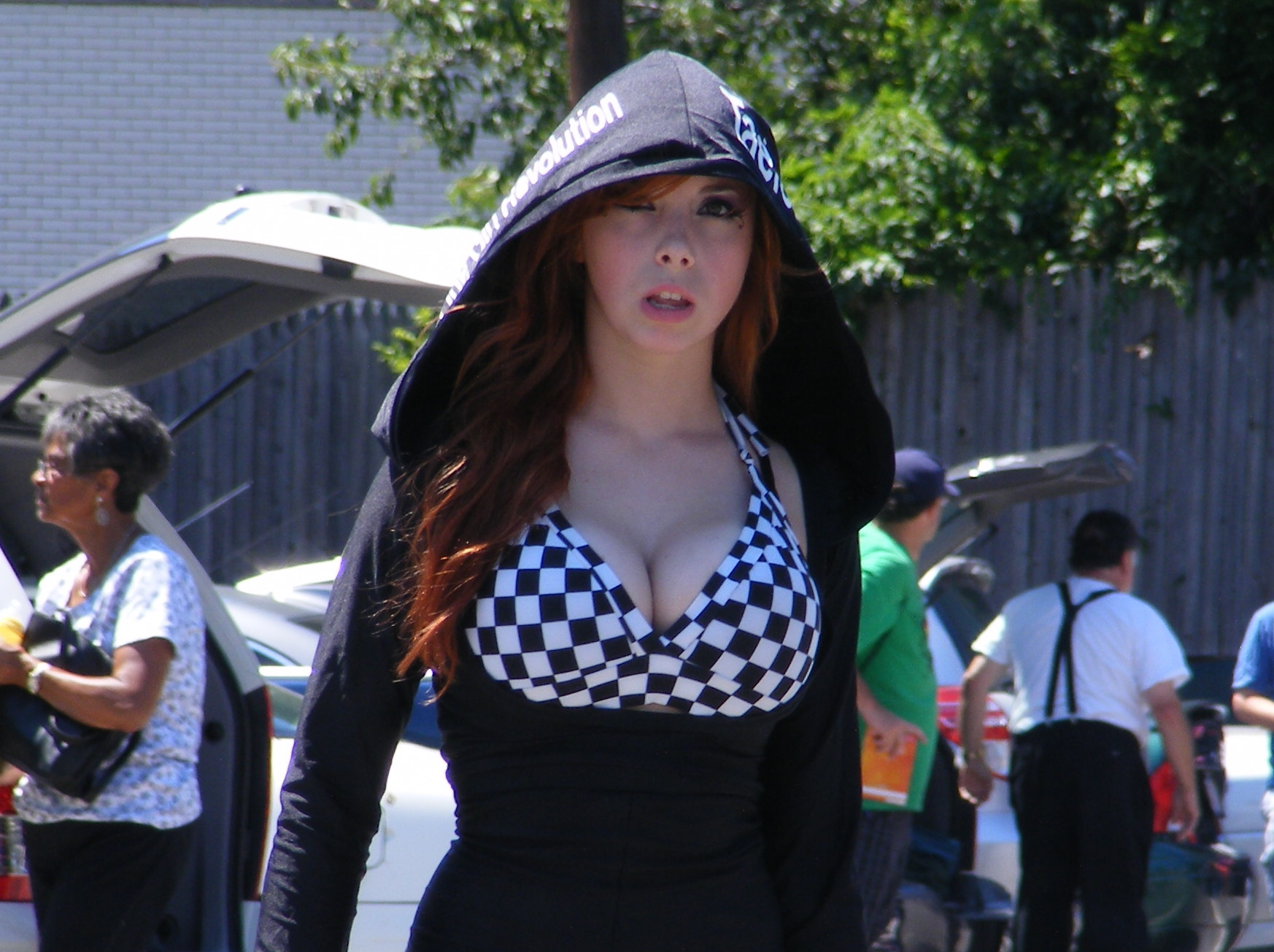
Taeler Hendrix en 2011.

Elle fait ses débuts le 10 décembre 2010 à la Ohio Valley Wrestling contre la championne Lady Jojo, mais perd le match. Elle obtient sa revanche le 24 septembre 2011 dans un match où le OVW Women's Championship n'était pas en jeu. Le 15 octobre, elles s'affrontent à nouveau et Hendrix remporte le match par disqualification et ne remporte donc pas le titre. Le 12 novembre, à OVW's Saturday Night Special, elle bat Lady Jojo et remporte pour la première fois le OVW Women's Championship. Le 7 décembre, elle remporte le match revanche face à Lady Jojo et conserve son titre. Pendant son règne, elle se fait manager par Dylan Bostic. Elle perd son titre face à Epiphany le 2 juin 2012, après 203 jours de règne. Le 30 juin, elle devient challengeuse no 1 pour le titre en battant Heidi Lovelace, Blair Alexis et Jessie Belle dans un fatal-four-way match. Le 7 juillet, elle bat Epiphany et remporte une seconde fois le OVW Women's Championship, qui était vacant. Elle perd son titre le 15 septembre face à Heidi Lovelace. Le 17 novembre, elle est l'arbitre spécial du match entre la championne Heidi Lovelace et Taryn Terrell et fait gagner cette dernière, lui offrant le Women's Championship. Le 1er décembre, elle bat Taryn Terrell et remporte une troisième fois le OVW Women's Championship. Elle conserve son titre face à December, onze jours après sa victoire. Elle perd le titre le 5 janvier 2013 face à Jessie Belle. Le 19 janvier, elle perd le match revanche et ne remporte pas le titre. Une semaine plus tard, elle perd face à Epiphany et ne devient pas challengeuse no 1 pour le Women's Championship.
Le 6 avril, elle perd face à Epiphany et ne remporte pas le Women's Championship. Le 17 juin 2013, elle s'associe avec Envy, qui fait ses débuts et se font connaître sous le nom de Mean Girls. Elles s'associent avec Lovely Lilah et perdent face à The Blossom Twins et Heidi Lovelace. Envy et elle s'en prennent après Lovely Lilah après le match, et effectue un heel-turn.
Le 18 septembre, elle perd face à Lei'D Tapa, Holly Blossom et Hannah Blossom dans un fatal-four-way ladder match pour le Women's Championship, match remporté par cette dernière. Le 16 novembre, elle perd face à Lei'D Tapa dans son dernier match à la OVW et ne remporte pas le Women's Championship.

### Total Nonstop Action Wrestling (2012-2013)

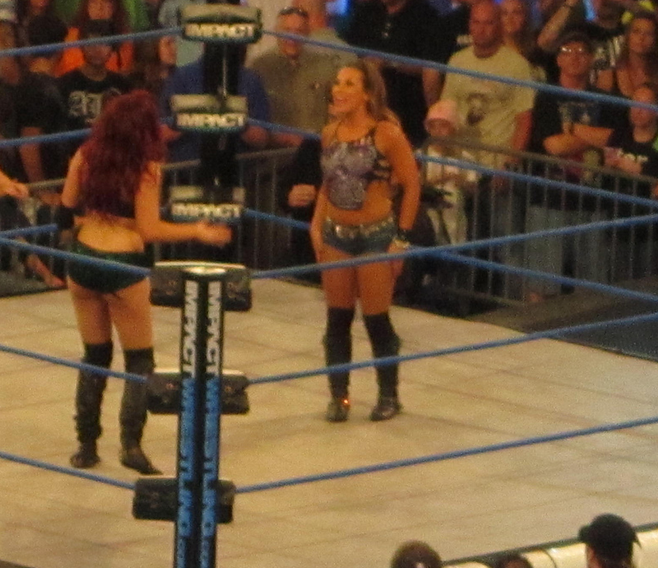
Taeler Hendrix faisant face à Mickie James à la TNA.

Le 21 juin 2012, elle perd face à Tara durant le programme TNA GutCheck Challenge. Malgré cette défaite, elle obtient un contrat à la TNA. Le 22 novembre à Impact Wrestling!, elle perd à nouveau face à Tara. Les 15 et 16 mars 2013, lors de house shows, elle affronte à deux reprises la championne Velvet Sky, mais ne parvient pas à la battre et ne remporte donc pas le TNA Women's Knockout Championship. Le 17 mars, lors de Knockouts Knockdown, elle perd dans un triple threat match face à Hannah Blossom and Sojournor Bolt, match remporté par Hannah Blossom.  Le 6 juin, elle perd face à la TNA Women's Knockout Champion Mickie James.
Elle fut licenciée le 3 juillet 2013.

### World Wrestling Entertainment (2014)
Elle confie sur Twitter qu'elle sera une des « Rosebuds » d'Adam Rose début juin 2014. Elle fait plusieurs apparitions aux côtés d'Adam Rose et quitte la fédération en décembre 2014.

### Ring of Honor (2015-)

#### Débuts et House of Truth (2015-)
Elle annonce son arrivée à la ROH sur Twitter en septembre 2015, cinq ans après son dernier match simple au sein de cette fédération contre Daizee Haze. Elle dispute son premier match le 25 septembre 2015, en battant Mandy Leon et s'associe avec Truth Martini, rejoignant The House of Truth. Le 29 septembre, elle annonce sur facebook qu'elle a signé un contrat avec la fédération. Le 20 novembre, elle perd contre O.D.B..

## Palmarès
- Pro Wrestling Illustrated
  - Top 50 Females

| Année     | 2012   | 2013   |
| Rang      | 38     | 34     |
| Référence | [ 11 ] | [ 12 ] |

- Total Nonstop Action Wrestling
  - TNA GutCheck Winner

- Ohio Valley Wrestling
  - 3 fois OVW Women's Championship

- Queens of Combat
  - 1 fois Queens of Combat Championship (actuelle[Quand ?])